# Yol
Yol là một thị xã quân sự (cantonment) của quận Kangra thuộc bang Himachal Pradesh, Ấn Độ.

## Địa lý
Yol có vị trí 32°10′B 76°12′Đ / 32,17°B 76,2°Đ Nó có độ cao trung bình là 639 mét (2096 feet).

## Nhân khẩu
Theo điều tra dân số năm 2001 của Ấn Độ, Yol có dân số 10.772 người. Phái nam chiếm 52% tổng số dân và phái nữ chiếm 48%. Yol có tỷ lệ 77% biết đọc biết viết, cao hơn tỷ lệ trung bình toàn quốc là 59,5%: tỷ lệ cho phái nam là 80%, và tỷ lệ cho phái nữ là 74%. Tại Yol, 12% dân số nhỏ hơn 6 tuổi.